# Werner Wilhelm
Werner Wilhelm (* 23. Dezember 1919 in Neunkirchen; † 17. November 2006) war ein deutscher Verwaltungsbeamter und Politiker (SPS, SPD).

## Leben und Beruf
Wilhelm wurde als Sohn eines Hüttenarbeiters geboren. Nach dem Volksschulabschluss besuchte er Abendkurse an der Handelsschule und begann 1934 eine Lehre in einem Rechtsanwaltsbüro. Nach der Saarabstimmung floh er im Februar 1935 nach Frankreich, schloss sich ein Jahr später den Freien Gewerkschaften an und war in der Folgezeit als Hilfsarbeiter, Eisenbinder und Kranführer tätig.
Nach dem Zweiten Weltkrieg kehrte Wilhelm im Dezember 1946 ins Saarland zurück und arbeitete seit 1947 als Übersetzer bei der städtischen Verwaltung in Neunkirchen. Als Angestellter war er seit 1948 in der Inneren Verwaltung (Sozialamt und Finanzverwaltung) tätig. Nach Ablegung beider Verwaltungsprüfungen wurde er 1956 Kommunalbeamter in Neunkirchen, zuletzt Stadtoberinspektor. Von 1950 bis 1960 war er Mitglied des Bezirksvorstandes Saar der ÖTV.

## Partei
Wilhelm schloss sich 1928 der SAJ an, trat 1932 in die Sozialdemokratische Partei des Saargebietes ein und war während seiner Emigration Mitglied der sozialdemokratischen Auslandsorganisation. Nach seiner Rückkehr trat er 1947 in die SPS ein, die er aber 1952 wieder verließ. Er engagierte sich stattdessen im damals illegalen SPD-Landesvorstand, war von 1951 bis 1956 stellvertretender Vorsitzender des Bundes der Sozialistischen Jugend des Saarlandes und wurde nach Zulassung der SPD im Juli 1955 Mitglied des Landesvorstandes Saar. 1957 wurde er zum Vorsitzenden des SPD-Unterbezirkes Ottweiler gewählt.

## Abgeordneter
Wilhelm war von 1949 bis 1952 sowie von 1956 bis 1960 Kreistagsmitglied des Kreises Ottweiler und dort von 1956 bis 1960 Vorsitzender der SPD-Fraktion. Dem Deutschen Bundestag gehörte er vom 5. September 1958, als er für den ausgeschiedenen Abgeordneten Nikolaus Schreiner nachrückte, bis 1980 an. Er war zunächst über die Landesliste Saarland ins Parlament eingezogen und vertrat von 1969 bis 1980 den Wahlkreis St. Ingbert.